# Ugolino di Nerio
Ugolino di Nerio (Siena, 1280? - 1349) fue un pintor italiano que trabajó en Siena, habiendo noticias de él sólo en el período comprendido entre 1317 y 1327. Junto a Segna di Bonaventura fue el seguidor más fiel de Duccio di Buoninsegna. Fue un pintor muy fecundo y de gran fama que contribuyó a la influencia de la pintura sienesa en Florencia con prestigiosoas pedidos para los altares mayores de las dos principales basílicas, la iglesia de Santa Maria Novella y la basílica de la Santa Cruz. Su actividad coincidió con el regreso a Florencia de Giotto, que de hecho había creado en torno suyo en la Santa Cruz una escuela independiente.

## Biografía y obras
Nació presuntamente en Siena alrededor de 1280. Pertenecía a una familia de pintores: tanto su padre, Nerio, como sus hermanos Guido y Muccio eran artistas. Vasari le dedicó una biografía en su obra Le Vite de 'più eccellenti pittori, scultori, y architettori, indicando 1349 como fecha de su muerte.
Su única obra firmada es un políptico del 1325 y destinado al altar mayor de la basílica de Santa Cruz  en Florencia, que hoy día se encuentra desmembrado y disperso por varios museos fuera de Italia. A raíz del estudio de esta obra le ha sido atribuida una larga serie de trabajos y ha sido reconstruida su carrera a partir de la colaboración con Duccio en la célebre Maestá de la Catedral de Siena (1308-1311), hoy día en el Museo dell'Opera Metropolitana del Duomo. La mano del discípulo ha sido reconocida en los bustos de los apóstoles de la parte superior.
Debió alcanzar la autonomía artística en 1315, con algunas pinturas juveniles como la Madonna Contini Bonaccossi del Palacio Pitti, con muchos rasgos del estilo de Duccio, pero ya en los años 1320 su estilo personal estaba definido y puede decirse que había llegado a la madurez artística, caracterizada por la desgarradora espiritualidad de los temas y la notable elegancia de las figuras.

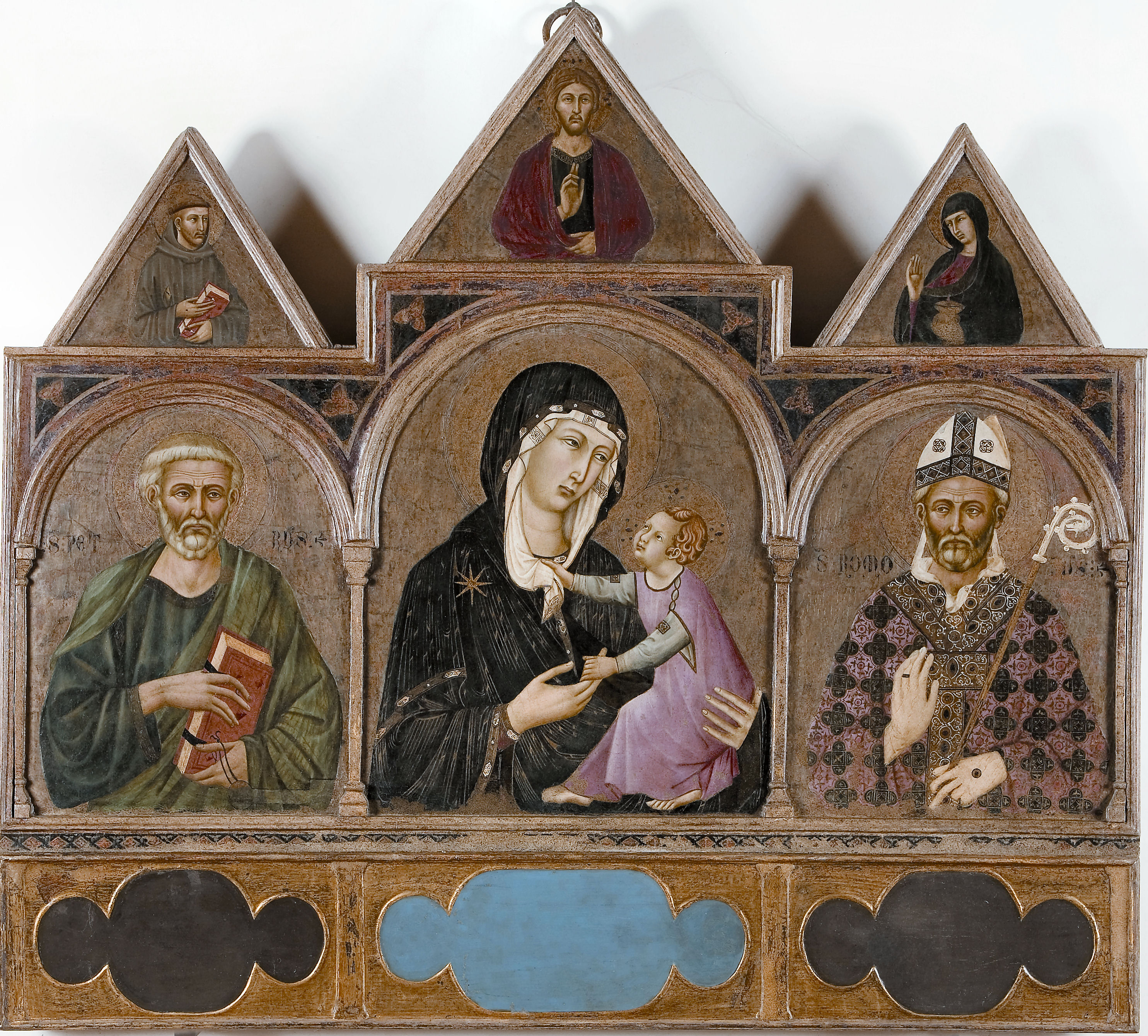
Retablo en Certaldo.

También en la elección de los colores, más brillantes que los de su maestro, es peculiar, tal vez influido por la actividad de Simone Martini. Entre las obras de esta etapa han sido identificadas algunas Madonna, una en la Lehman Collection y otra en una iglesia de Montepulciano, muy cercanas al monumental retablo para la basílica de Santa Cruz, que con sus siete compartimentos, con la Virgen y varios santos, debió ser uno de los polípticos más espectaculares del siglo XIV.
Vasari vio el políptico en su ubicación original y atribuyó a Ugolino aún otro retablo, que declaraba haber visto en la capilla Bardi de la misma iglesia, así como un políptico para la iglesia de Santa Maria Novella, hoy disperso y aún no identificado a excepción de la zona central con la Virgen con el Niño, que se encuentra en la iglesia de la Misericordia en San Casciano in Val di Pesa.
Pero el altar de la Santa Cruz no fue un episodio aislado, aunque fue el pedido más importante de una serie de obras que los franciscanos le encargaron: actualmente han sido identificados al menos ocho polípticos dispersos por varios museos o que se encuentran sólo como fragmentos, como las piezas con San Pedro y San Francisco, actualmente en la iglesia de la Misericordia de San Casciano Val di Pesa, que probablemente pertenecían a una réplica más modesta del gran políptico de Santa Cruz.

## Bibliografïa
- Gertrude Coor-Achenbach, Contributions to the study of Ugolino di Nerio's art, in "The art bulletin", v. 37, n. 3, settembre 1955, pp. 153-165 (en inglés)
- James H. Stubblebine, Duccio di Buoninsegna and his school, Princeton: Princeton University Press 1979, 2 voll., ISBN 0691039445 (en inglés)
- Ada Labriola, Simone Martini e la pittura gotica a Siena: Duccio di Buoninsegna, Memmo di Filippuccio, Pietro Lorenzetti, Ugolino di Nerio, Ambrogio Lorenzetti, Lippo Memmi, Matteo Giovanetti, Naddo Ceccarelli, Bartolomeo Bulgarini, Niccolo di ser Sozzo, Milano: Il Sole 24 Ore ; Firenze: E-ducation.it, 2008 (en italiano)